# Sør-Audnedal

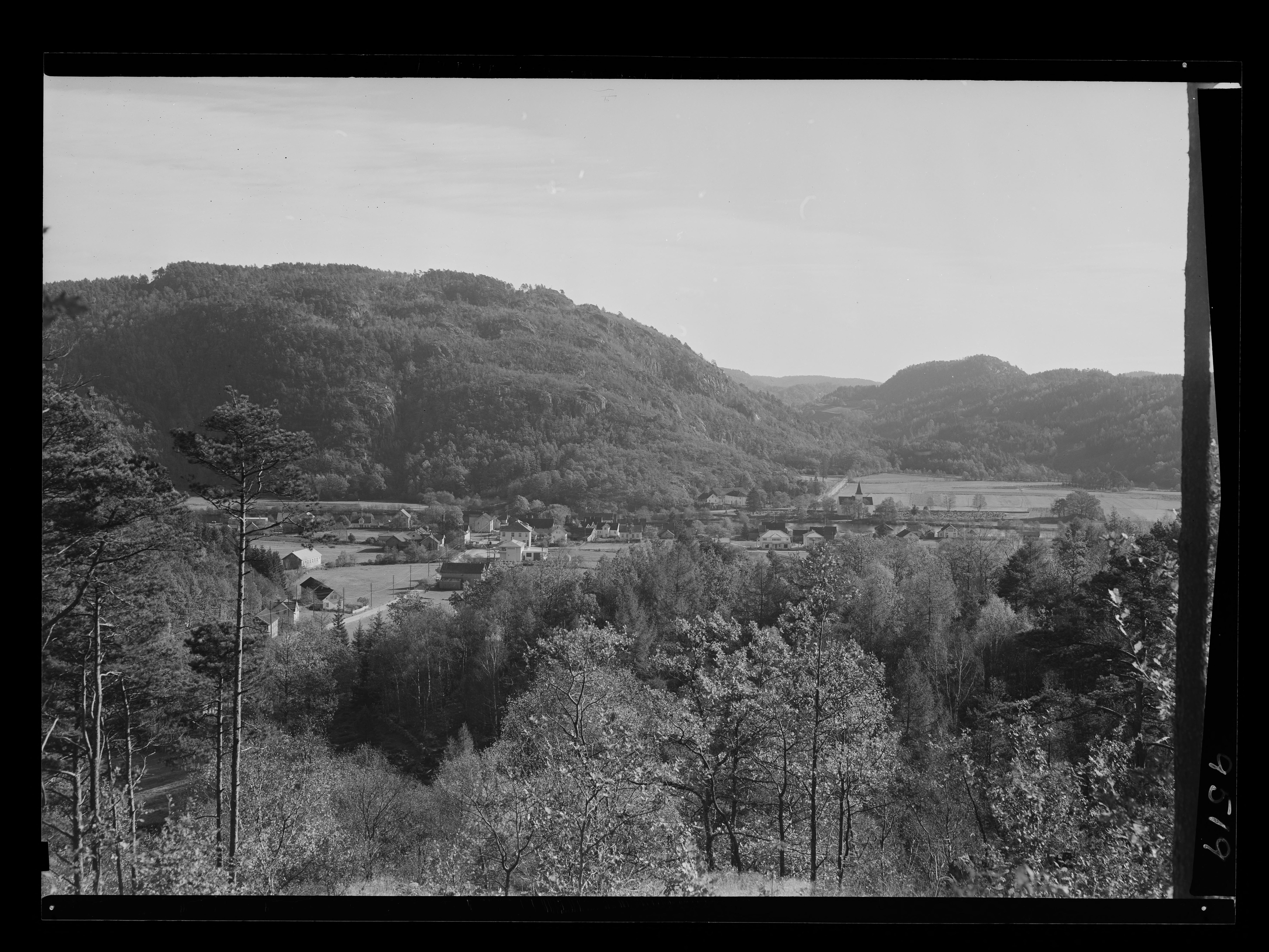
Le village de Vigeland vers 1951, qui faisait partie de la commune.

Sør-Audnedal est une ancienne commune du comté d'Agder. Elle a été créée en 1844 à partir des villages de Spangereid et Valle. 
En 1897,  Valle et Spangereid deviennent des communes indépendantes. Valle a gardé le nom de Sør-Audnedal.
En 1964, Sør-Audnedal, Spangereid et Vigmostad ont fusionné pour donner naissance à une nouvelle commune : Lindesnes.